# Pont de la rue Bank
Le Pont de la rue Bank (anglais : Bank Street Bridge) est un pont de la ville d'Ottawa au Canada. Il permet à la rue Bank d'enjamber le canal Rideau de même que deux routes, la promenade Reine-Élizabeth et la promenade Colonel By. Il relie Le Glèbe au Vieil Ottawa-Sud. 

## Histoire
Un pont de bois a d'abord été construit à cet endroit en 1866. Quelques années plus tard, un pont tournant en acier a été construit afin de faciliter le passage des bateaux.
La structure actuelle a été construite en 1912 et a été conçue pour être suffisamment élevée pour ne pas avoir à ouvrir.
Dans les années 1970, le pont commençait à montrer des signes de faiblesse; c'est pourquoi les camions ont été interdits en 1981. Après un débat sur l'opportunité de remplacer ou restaurer la structure, le pont a été entièrement restauré en 1993.
|  |  |

|  |  |